# Слобода Шоломковская
Слобода Шоломковская (укр. Слобода-Шоломківська) — село на Украине, основано в 1840 году, находится в Овручском районе Житомирской области.
Код КОАТУУ — 1824288805. Население по переписи 2001 года составляет 783 человека. Почтовый индекс — 11151. Телефонный код — 4148. Занимает площадь 1,233 км².
До 2010 года называлось Слобода-Шоломковская. Переименовано решением Житомирского областного совета от 18 марта 2010 года № 1062 «О внесении изменений в административно-территориальное устройство Житомирской области».

## Адрес местного совета
11151, Житомирская область, Овручский р-н, с. Шоломки, ул. Центральная